# Mégalure des marais
Megalurus palustris
Espèce
Statut de conservation UICN

 LC  : Préoccupation mineure
La Mégalure des marais (Megalurus palustris) est une espèce de passereaux de la famille Locustellidae qui se rencontre dans la majeure partie de l'Asie du Sud-Est.

## Distribution et habitat
L'espèce est présente sur une large partie de l'Asie du Sud-Est. Elle se rencontre au Bangladesh, au Cambodge, en Chine, en Inde, en Indonésie, au Laos, en Malaisie, en Birmanie, au Népal, au Pakistan, aux Philippines, en Thaïlande, ainsi qu'au Viêt Nam.
Comme son nom l'indique, la Mégalure des marais apprécie les marais et les prairies humides.

## Taxinomie
L'espèce est décrite en 1821 par le naturaliste américain Thomas Horsfield à partir d'un holotype récolté sur l'île de Java. En raison des variations individuelles des oiseaux, rattacher certaines populations à l'espèce est une tâche difficile.
Selon le Congrès ornithologique international, Megalurus palustris comprend trois sous-espèces  :
- sous-espèce Megalurus palustris toklao (Blyth, 1843)
- sous-espèce Megalurus palustris palustris Horsfield, 1821
- sous-espèce Megalurus palustris forbesi Bangs, 1919.

## Description
L'oiseau mesure de 14 à 28 cm et pèse entre 38 et 56 g. La taille est cependant soumise au dimorphisme sexuel puisque les mâles sont jusqu'à 12% plus grands que les femelles. Son plumage strié attire l'attention.